# Abacetus quadrisignatus
Abacetus quadrisignatus là một loài bọ chân chạy thuộc phân họ Pterostichinae. Loài này được Maximilien Chaudoir mô tả lần đầu năm 1876.